# 2013年世界田径锦标赛澳大利亚代表团
参加在 俄羅斯莫斯科举行的2013年世界田径锦标赛的澳大利亚代表团取得了一枚银牌和一枚铜牌，在奖牌榜上和荷兰、尼日利亚并列第22名。

## 获得的奖牌
| 奖牌 | 运动员        | 项目           |
| ---- | ------------- | -------------- |
| 銀牌 | 萨莉·皮尔逊   | 女子100米栏    |
| 銀牌 | 金·米克尔     | 女子标枪       |
| 銅牌 | 贾里德·塔伦特 | 男子50公里竞走 |

## 引用
1. ↑  . 国际田联.   [2013-08-18]. （原始内容存档于2018-01-08）.（英文）